# Elżbieta Paszyńska
Elżbieta Maria Paszyńska (ur. 21 października 1974) – polska stomatolożka, wykładowczyni Uniwersytetu Medycznego w Poznaniu (UMP).

## Życiorys
Elżbieta Paszyńska w 1989 ukończyła Państwową Szkołę Muzyczną I stopnia w Gorzowie Wielkopolskim w klasie fortepianu. W 1993 zdała maturę w II Liceum Ogólnokształcącym w Gorzowie Wielkopolskim. W latach 1993–1998 studiowała na Wydziale Lekarskim II Akademii Medycznej im. Karola Marcinkowskiego w Poznaniu, otrzymując dyplom lekarza stomatologa. W 2005 uzyskała tamże stopień naukowy doktora nauk medycznych w zakresie stomatologii na podstawie napisanej pod kierunkiem Honoraty Limanowskiej-Shaw dysertacji Ocena stanu jamy ustnej i czynności gruczołów ślinowych u pacjentów z zaburzeniami odżywiania typu bulimia nervosa. W 2013 otrzymała tytuł specjalistki w dziedzinie stomatologii zachowawczej z endodoncją. W 2017 habilitowała się na Uniwersytecie Medycznym w Poznaniu w dziedzinie nauk medycznych, specjalność stomatologia doświadczalna, przedstawiwszy dzieło Badania nad obrazem klinicznym jamy ustnej i profilem zmian fizykochemicznych śliny z uwzględnieniem dysregulacji wskaźników stresu w jadłowstręcie psychicznym. W 2023 uzyskała tytuł profesora nauk medycznych i nauk o zdrowiu w dyscyplinie nauki medyczne. Przebywała na stażach zawodowo-naukowych w Wielkiej Brytanii, Stanach Zjednoczonych, Niemczech i Francji.
Zawodowo związana z Katedrą Biomateriałów i Stomatologii Doświadczalnej Uniwersytetu Medycznego w Poznaniu (wcześniej pod nazwą Katedra i Zakład Biomateriałów i Stomatologii Doświadczalnej Akademii Medycznej w Poznaniu) – w latach 1998–1999 jako wolontariuszka, w latach 2000–2004 jako doktorantka, a od 2005 w ramach etatu. W 2010 została kierowniczką Pracowni Stomatologii Społecznej, a następnie Zakładu Stomatologii Zintegrowanej UMP.
Jej zainteresowania obejmują takie zagadnienia jak: ergonomia w stomatologii, projekty badawcze łączące stomatologię z medycyną w badaniach klinicznych z obszaru neurobiologii jamy ustnej, psychiatrii, hipetensjologii, nefrologii pediatrycznej, dermatologii, stomatologii społecznej, prawa medycznego i bioetyki w czasach pandemii.
Została wyróżniona medalem Karola Marcinkowskiego UMP za zasługi w pracy społecznej (2017) oraz Srebrną Honorową Odznaką Polskiego Towarzystwa Stomatologicznego.

## Publikacje książkowe
- Ethics and the law in medicine – in research and healthcare, Berlin : Peter Lang GmbH, 2019.
- Prawne i medyczne wyzwania pandemii, Warszawa : C.H. Beck, 2021.